# Георги Куманов
Георги Куманов Куманов е бивш български футболист, полузащитник.
Роден е на 24 май 1963 г. в Ямбол. Играл е за Тунджа, Хасково, Берое и Хебър. В А група има 51 мача и 14 гола. От 4 май 2006 г. е изпълнителен директор на ПФК Хасково.

## Статистика по сезони
- Тунджа – 1980/пр. - Б група, 6 мача/1 гол
- Тунджа – 1980/81 – Б група, 14/2
- Тунджа – 1981/82 – Б група, 21/4
- Тунджа – 1982/83 – В група, 24/7
- Тунджа – 1983/84 – В група, 26/8
- Тунджа – 1984/85 – В група, 27/10
- Тунджа – 1985/86 – В група, 29/14
- Тунджа – 1986/87 – В група, 30/17
- Тунджа – 1987/88 – Б група, 34/9
- Тунджа – 1988/89 – Б група, 36/8
- Хасково – 1989/90 – Б група, 37/10
- Хасково – 1990/91 – А група, 24/6
- Хасково – 1991/92 – Б група, 35/12
- Хасково – 1992/93 – А група, 27/8
- Хасково – 1993/94 – Б група, 27/15
- Хасково – 1994/95 – Б група, 29/17
- Берое – 1995/96 – Б група, 31/5
- Хасково – 1996/97 – Б група, 24/3
- Хебър – 1997/98 – В група, 21/6